# Sulton Uvays
Sulton Uvays (uzb.: Sulton Uvays tizmasi; ros.: Султануиздаг, Sułtanuizdag) – masyw górski w Uzbekistanie, na północ od miasta Urgencz, na prawym brzegu Amu-darii. Ma ok. 25 km długości i ok. 50 km szerokości. Najwyższy punkt osiąga 473 m n.p.m. Składa się z kilku grzęd zbudowanych z kwarcytów, gnejsów i marmurów z intruzjami granodiorytów. Zbocza południowe i zachodnie są strome, natomiast północne i wschodnie są łagodniejsze. Dominuje krajobraz pustynny.